# Villanueva de Arosa
Villanueva de Arosa (en gallego y oficialmente, Vilanova de Arousa) es un municipio costero situado en la parte occidental de la comarca de Salnés (provincia de Pontevedra, Galicia), en el noroeste de España.

## Geografía
El municipio tiene una población de 10.352 habitantes (2018) y una extensión de 35,84 km². La capital municipal dista 27 km de la capital provincial, Pontevedra. Según el Atlas socioeconómico de Galicia, tenía un VAB por habitante de 8906 € -datos de 2003- y su productividad era el 81% de la gallega. La edad media de población era de 41 años y el índice de infancia del 13,4%

## Geografía humana

### Demografía
Cuenta con una población de 10 225 habitantes (INE 2024).
| Gráfica de evolución demográfica de Villanueva de Arosa entre 1842 y 2021 |
| |
| Población de derecho según los censos de población del INE Población de hecho según los censos de población del INEEn estos censos se denominaba Villanueva de Arosa: 1842, 1857, 1860, 1877, 1887, 1897, 1900, 1910, 1920, 1930, 1940, 1950, 1960, 1970 y 1981 Entre el censo de 2001 y el anterior, disminuye el término del municipio porque independiza a 36901 (A Illa de Arousa) |

### Parroquias
| ■ Villanueva VILLANUEVA ANDRÁS BAYÓN CALEIRO TREMOEDO DEIRO ■ Villagarcía ■ Villajuán Municipio de Villagarcía de Arosa Isla de Arosa ■ Arosa Municipio de Cambados ■ Cambados Municipio de Ribadumia Municipio de Meis Municipio de Boiro Isla de Cortegada Briñas Malveiras Ría de Arosa Municipio de El Grove El Grove ■ Isla de La Toja La Toja Pequeña |
| Villanueva, sus parroquias y los municipios colindantes. |

Parroquias que forman parte del municipio:
- András (San Lorenzo)
- Bayón (San Xoan)
- Caleiro (Santa María)
- Deiro (San Miguel)
- Tremoedo (San Esteban)
- Villanueva de Arosa[7] (San Cibrán de Calago)[8]

## Corporación municipal
| Resultado elecciones municipales del 25 de mayo de 2015 en Villanueva de Arosa |       |            |            |
| Nombre                                                                         | Votos | Porcentaje | Concejales |
| Partido Popular de Galicia                                                     | 3.240 | 54.34%     | 10         |
| Partido dos Socialistas de Galicia                                             | 1.560 | 26.16%     | 5          |
| Bloque Nacionalista Galego                                                     | 536   | 8.99%      | 1          |
| Ganemos Vilanova                                                               | 498   | 8.35%      | 1          |